# Joe Lynch
Joe Lynch é um diretor de cinema e ator norte-americano, conhecido por trabalhar em produções de terror. Seu primeiro longa-metragem foi Wrong Turn 2: Dead End, lançado em 2007. Também dirigiu, entre outros, os filmes Knights of Badassdom e Everly, vários curtas-metragens, videoclipes e comerciais. Além disso, possui créditos como produtor cinematográfico, roteirista, editor e diretor de fotografia.

## Vida e carreira

### Primeiros anos
Lynch nasceu em Long Island, Nova Iorque e desde criança foi exposto a filmes de terror, produções da Amblin, romances de Stephen King, heavy metal e histórias em quadrinhos. Começou sua carreira como ator infantil e graduou-se pela Universidade de Syracuse, frequentando a escola de artes visuais e cênicas, onde cultivou seu interesse em atuar, escrever e dirigir.
Sua primeira incursão no cinema foi conectar duas câmeras de videocassete e criar "remixes" de suas cenas favoritas de filmes com novas músicas, além de criar efeitos caseiros para assustar seus familiares. Quando se formou em 1998, ele havia filmado dois curtas-metragens de terror, mAHARBA e hiBeams, que lhe renderam o reconhecimento como "Cineasta do Ano" na edição "Melhores de Long Island" do jornal Village Voice, em 1999. Conseguiu seu primeiro emprego na produtora independente Troma, uma vez que seus curtas chamaram a atenção de Lloyd Kaufman, presidente da empresa. Lynch foi contratado como maquinista, trabalhou como figurante em Terror Firmer e se fantasiava como o personagem Toxic Avenger durante eventos; mais tarde, foi promovido a diretor de segunda unidade e entrou para a equipe de roteiristas.

### Trabalhos posteriores
Após deixar a Troma, Lynch dirigiu videoclipes e documentários para artistas como Pete Yorn, Coal Chamber, Strapping Young Lad,  311, DevilDriver, Sugarcult, DVDA  e Faith No More. Ele também foi um dos criadores da telessérie Uranium, da Fuse TV.
Sua estreia na direção de longas-metragens foi com Wrong Turn 2: Dead End (2007), protagonizado por Henry Rollins, Erica Leerhsen e Texas Battle. Apareceu como convidado de destaque em várias convenções sobre cinema de terror, tais como a Weekend of Horrors, evento promovido pela revista Fangoria. Também atuou em vários curtas-metragens, como "The Tiffany Problem", dirigido por Adam Green e lançado no Dia das Bruxas de 2007, contracenando com Joel Moore. Trabalhou como diretor criativo do website da G4 TV e aparece como convidado especial na série Attack of the Show! em um segmento com temática de terror chamado "Body Count".
Durante o período em que trabalhou no G4tv.com, ele desenvolveu e produziu várias franquias para a web, incluindo Freestyle 101, série vencedora do Prêmio Webby. Também supervisionou boa parte da cobertura ao vivo de eventos na rede, tais como E3, Comic-Con e Tokyo Game Show, além de dirigir campanhas comerciais para a Sony e a linha de roupas californiana Jinx. Lynch colaborou com Green, Adam Rifkin e Tim Sullivan na antologia de terror e comédia Chillerama, lançada pela Image Entertainment em 2011, e descrita como uma homenagem a mais de quatro décadas do cinema drive-in de horror B.
Seu próximo longa-metragem, Knights of Badassdom, foi lançado em 2014. É um filme de terror, aventura e comédia, com Ryan Kwanten, Steve Zahn, Summer Glau, Danny Pudi, Jimmi Simpson e Peter Dinklage no elenco. Lynch ficou decepcionado com o lançamento, alegando que o estúdio disponibilizou ao público uma versão muito diferente da que ele havia filmado. Além de sua carreira de diretor, Lynch também participa, junto com Adam Green, da sitcom Holliston, que estreou no canal a cabo Fearnet em 3 de abril de 2012. Lynch também trabalhou como produtor executivo do programa.
O próximo filme de Lynch foi o thriller de ação Everly, que entrou em produção em meados de 2013, com Salma Hayek no papel-título. Ele também dirigiu um videoclipe para a canção "Silent Night", de Bear McCreary e Raya Yarbrough, lançado como um bônus no Blu-ray de Everly. Nesse mesmo ano, Joe escreveu e dirigiu o curta-metragem Truth in Journalism, baseado no personagem Eddie Brock/Venom, da Marvel, e estrelado por Ryan Kwanten como o personagem-título. Ele também dirigiu o episódio "A Haunting at the End of the Street" da websérie cômica de temática natalina 12 Deadly Days, uma produção da Blumhouse Television lançada em dezembro de 2016 no Youtube Red.

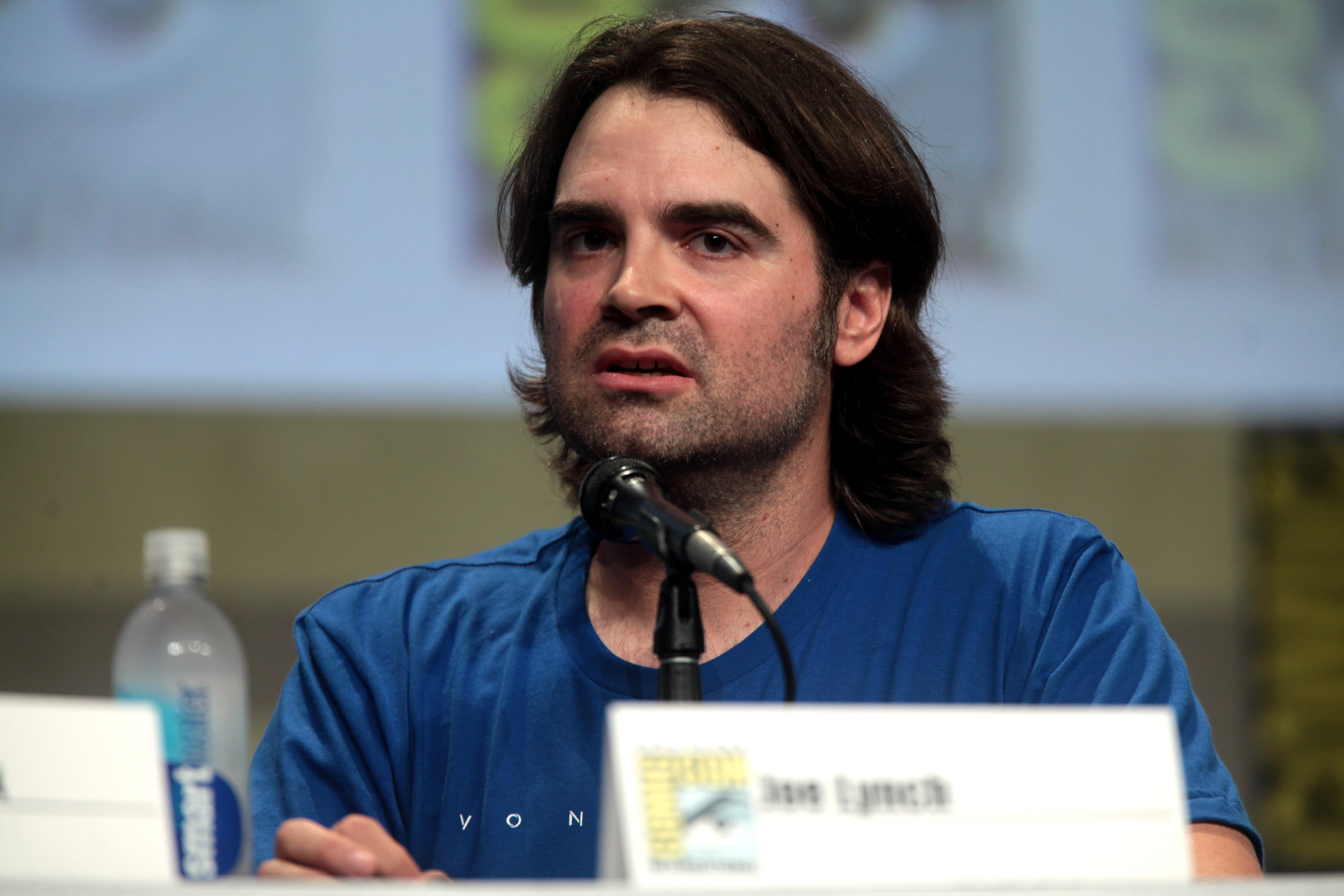
Lynch falando sobre seu filme Everly na San Diego Comic-Con de 2014, em San Diego, Califórnia.

Em 2016, Lynch dirigiu o longa-metragem de ação e terror Mayhem, produzido pela Circle Of Confusion e protagonizado por Steven Yeun e Samara Weaving. O filme teve um lançamento simultâneo nos cinemas e em VOD/digital HD nos Estados Unidos em 10 de novembro de 2017. Em 2019, foi lançado na Netflix o quinto longa-metragem dirigido por Lynch, Point Blank, thriller com Anthony Mackie e Frank Grillo nos papéis principais. É uma refilmagem da produção francesa À bout portant (2010).

### Vida pessoal
O cineasta reside em Los Angeles e é casado com a atriz Briana Mackay, com quem tem dois filhos. Lynch e Mackay se conheceram enquanto frequentavam a Universidade de Syracuse, onde ela cursava fotografia. Ele contou que, quando começaram a namorar, ela detestava filmes de terror, mas que depois passou a gostar de produções como A Nightmare on Elm Street e Scream. Mackay (também creditada como Briana McKay Lynch) participou de "Zom-B-Movie", segmento do filme Chillerama dirigido por Joe.

## Filmografia parcial

### Ator
- Terror Firmer (1999)
- The Tiffany Problem (2008)
- Thirsty (2008)
- Hatchet II (2009)
- Chillerama (2011)
- Holliston (telessérie) (2012)

### Diretor de fotografia
- Street Fury (2005)
- My Cousin's Keeper (2007)

### Diretor
- mAHARBA (1996) (curta-metragem)
- hiBeams (1998) (curta-metragem)
- Wrong Turn 2: Dead End (2007)
- Chillerama (2011)
- Truth in Journalism (2013) (curta-metragem; também roteirista)
- Knights of Badassdom (2014)
- Everly (2014)
- 12 Deadly Days (2016)
- Mayhem (2017)
- Point Blank (2019)

### Outras aparições
- Making Gore Look Good (2007)
- More Blood, More Guts: The Making of 'Wrong Turn 2'  (2007)
- On Location with P-Nut (2007)
- His Name Was Jason: 30 Years of Friday the 13th (2009)
- Into the Dark: Exploring the Horror Film (2009)
- The Psycho Legacy (2010)